# Präsidentschaftswahl in Costa Rica 2014

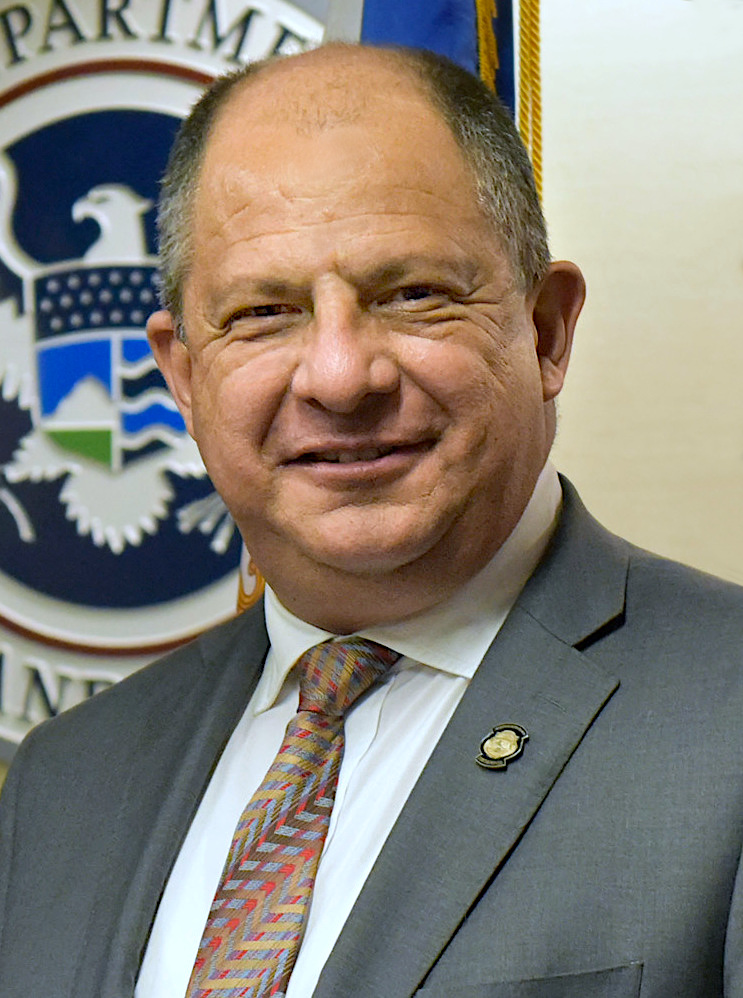
Wahlsieger Luis Guillermo Solís (PAC)

Die Präsidentschaftswahl in Costa Rica 2014 fand in einem ersten Wahlgang am 2. Februar 2014 und in einer anschließenden Stichwahl am 6. April 2014 statt. Zum Zeitpunkt des ersten Wahlgangs wurde außerdem noch die Parlamentswahl abgehalten.
Sieger in der Stichwahl wurde Luis Guillermo Solís. 

## Wahlsystem
Der Präsident von Costa Rica wurde direkt vom Volk gewählt. Im ersten Wahlgang war ein Kandidat gewählt, wenn er eine Mehrheit von mindestens 40 % der abgegebenen Stimmen erhielt. Erreichte dies kein Kandidat, fand eine Stichwahl zwischen den beiden Bewerbern statt, die im ersten Wahlgang die meisten Stimmen erhalten hatten.
Die Amtszeit eines gewählten Präsidenten betrug vier Jahre. Eine Wiederwahl war nicht möglich.

## Ergebnis
Johnny Araya Monge (22,1 %) hatte am 6. März bekanntgegeben, dass er für die Stichwahl keinen Wahlkampf mehr führen werde; es gebe keine reelle Aussicht darauf, die Wahl zu gewinnen. Ein solcher Rückzug war im Wahlgesetz nicht geregelt; die Stichwahl fand deshalb trotzdem statt.
In der anschließenden Stichwahl am 6. April 2014 erhielt Luis Guillermo Solís 77,8 % der gültigen Stimmen und war damit Wahlsieger.
| Kandidat                           | Partei                                     | Erster Wahlgang | Erster Wahlgang | Stichwahl | Stichwahl |
| Kandidat                           | Partei                                     | Stimmen         | %               | Stimmen   | %         |
| ---------------------------------- | ------------------------------------------ | --------------- | --------------- | --------- | --------- |
| Luis Guillermo Solís               | Partido Acción Ciudadana (PAC)             | 629.866         | 30,64           | 1.314.327 | 77,81     |
| Johnny Araya Monge                 | Partido Liberación Nacional (PLN)          | 610.634         | 29,71           | 374.844   | 22,19     |
| José María Villalta Florez-Estrada | Frente Amplio (FA)                         | 354.479         | 17,25           |           |           |
| Otto Guevara Guth                  | Movimiento Libertario (ML)                 | 233.064         | 11,34           |           |           |
| Rodolfo Piza Rocafort              | Partido Unidad Social Cristiana (PUSC)     | 123.653         | 6,02            |           |           |
| José Miguel Corrales Bolaños       | Partido Patria Nueva (PPN)                 | 30.816          | 1,50            |           |           |
| Carlos Avendaño Calvo              | Partido Restauración Nacional (PREN)       | 27.691          | 1,35            |           |           |
| Justo Orozco Álvarez               | Partido Renovación Costarricense (PRC)     | 16.721          | 0,81            |           |           |
| Óscar López Arias                  | Partido Accesibilidad Sin Exclusión (PASE) | 10.339          | 0,50            |           |           |
| Sergio Mena                        | Partido Nueva Generación (PNG)             | 5.882           | 0,29            |           |           |
| Héctor Monestel Herrera            | Partido de los Trabajadores (PT)           | 4.897           | 0,24            |           |           |
| José Manuel Echanda Meza           | Partido Avance Nacional (PAN)              | 4.388           | 0,21            |           |           |
| Walter Muñoz Céspedes              | Partido Integración Nacional (PIN)         | 3.042           | 0,15            |           |           |
| Gesamt                             | Gesamt                                     | 2.055.472       | 100,00          | 1.689.171 | 100,00    |
| Gültige Stimmen                    | Gültige Stimmen                            | 2.055.472       | 97,92           | 1.689.171 | 98,62     |
| Ungültige Stimmen                  | Ungültige Stimmen                          | 43.747          | 2,08            | 23.508    | 1,38      |
| Wahlbeteiligung                    | Wahlbeteiligung                            | 2.099.219       | 68,19           | 1.712.679 | 56,63     |
| Nichtwähler                        | Nichtwähler                                | 966.448         | 31,81           | 1.352.988 | 43,37     |
| Wahlberechtigte                    | Wahlberechtigte                            | 3.065.667       | –               | 3.065.667 | –         |
| Quelle: TSE                        |                                            |                 |                 |           |           |